# 天玺 (孙吴)
天玺（276年七月—十二月）是三国时期孙吴的君主吳末帝孙皓的第七个年号，共计6个月。
《三国志·吴书三》：“天玺元年，吴郡言临平湖自汉末草秽壅塞，今更开通。...又於湖边得石函，中有小石，青白色，长四寸，广二寸馀，刻上作皇帝字，於是改年，大赦。”
《禅国山碑》：“于是旃蒙协洽之岁……帝出乎震，《周易》实著。遂受上天玉玺，文曰‘吴真皇帝’。玉质青黄，䚡理洞彻”清代学者吴骞据此认为得玺的时间在天册元年（乙未年），得玺的地点在海盐角里山，第二年也就是丙申年改元为天玺元年。

## 改元
- 天冊二年——七月，改元為天璽元年。[5][6][7]
- 天璽二年——正月初一日，改元為天紀元年。[5][6][7]

## 紀年農曆對照表
| 西元  | 干支 | 紀年     | 正月 | 二月 | 三月 | 四月 | 五月 | 六月 | 七月   | 八月   | 九月   | 十月   | 十一月 | 十二月   | 閏月     |
| ----- | ---- | -------- | ---- | ---- | ---- | ---- | ---- | ---- | ------ | ------ | ------ | ------ | ------ | -------- | -------- |
| 276年 | 丙申 | 天璽元年 |      |      |      |      |      |      | 己酉大 | 己卯小 | 戊申大 | 戊寅大 | 丁丑大 | 丁未小   | 十戊申小 |
| 276年 | 丙申 | 天璽元年 |      |      |      |      |      |      | 7/28   | 8/27   | 9/25   | 10/25  | 12/23  | 277/1/22 | 11/24    |

| 天玺 | 元年     |
| ---- | -------- |
| 西晋 | 咸宁二年 |

## 参看
- 中國年號索引
- 其他时期使用的天璽年号

## 外部連結
- 李崇智. . 北京: 中華書局. 2004年12月. ISBN 7101025129.
- 鄧洪波. . 臺北: 國立臺灣大學東亞經典與文化研究計劃. 2005年3月  [2021-11-26]. ISBN 9789860005189. （原始内容 (pdf)存档于2007-08-25）.

| 前一年號： 天册 | 孫吳年號 天璽 | 下一年號： 天纪 |